# Balázs Zsolt (labdarúgó, 1988)
Balázs Zsolt (Zalaegerszeg, 1988. augusztus 11. –) labdarúgó, legutóbb a VLS Veszprém játékosa volt. Nagyapja Aradszky László táncdalénekes.

## Pályafutása

### Zalaegerszegi TE
Tanulmányait a zalaegerszegi Petőfi Általános- és a Ganz Ábrahám Középiskolában végezte. Mindkét helyen sporttagozatra járt. Eleinte az atlétikát favorizálta, ám később a labdarúgás mellett döntött. Végigjárta a ZTE korosztályos csapatait, a felnőttek közt először Nagy Tamás irányítása alatt csereként lépett pályára a Vác ellen 5-0-ra megnyert találkozón 2005. május 12-én.
2006-ban az U19-es korosztályban a kiemelt ifjúsági bajnokságban a bronzérmet szerezte meg ZTE-vel.
Nevét akkor ismerte meg a közönség, mikor élete harmadik NB I-es mérkőzésén 2 gólt lőtt a Tatabánya ellen 2007. május 26-án. 2008. február 23-án, a ZTE 1000. elsőosztályú mérkőzésén szerezte meg újabb gólját egy 19 méteres lövést követően a Paks ellen.
2007–2008-ban a harmadosztályban induló ZTE FC II házi gólkirálya volt 21 találattal.

### Kecskeméti TE
2012. augusztus 30-án igazolt a Kecskeméti TE-hez 3 évre. A Pécs elleni mérkőzésen debütált a 77. percben, és a 83. percben győztes gólt szerzett. Összességében 53 bajnokin kilenc alkalommal volt eredményes a csapat színeiben. 2015 januárjában felbontotta a klubbal való szerződését és a Paksi FC csapatához igazolt, ahol hároméves szerződést írt alá.

### Paksi FC
Az ezt követő fél évben, illetve a 2015-2016-os szezonban alapembere volt a paksi csapatnak, azonban 2016 nyarán klubja a tartalékegyütteshez irányította, majd bejelentette, hogy nem tart igényt a játékára. Végül kölcsönben a Budapest Honvédban folytatta pályafutását, majd 2017 nyarán visszatért nevelőklubjához a Zalaegerszeghez. 2017 tavaszán a bajnoki címet szerző Honvédban tíz bajnoki mérkőzést játszott.

### Újra Zalaegerszegi TE
A másodosztályban szereplő ZTE-ben a 2017-2018-as idény őszi felében 16 bajnokin két gólt szerzett, majd klubja kölcsönadta a BFC Siófoknak, ahol tizenkét bajnokin lépett pályára. 2019 januárjában a szlovén másodosztályú NK Nafta 1903 csapatához került, ugyancsak kölcsönbe. 2019. szeptember 2-án szerződést bontott vele a Zalaegerszeg.

### Kaposvári Rákóczi
2019. szeptember 20-án az élvonalban újonc Kaposvári Rákóczi igazolta le, Balázs kétéves szerződést írt alá. A 2019-2020-as szezonban 22 élvonalbeli mérkőzésen kétszer volt eredményes a végül kieső Kaposvárban, míg az azt követő idényben 34 NB II-es bajnokin 13 gólt szerzett a csapat színeiben. 2021 nyarán a szintén másodosztályú Budaörsi SC szerződtette.

## Klub statisztika
| Szezon  | Club         | Ország | Kiírás | Meccs | Gól |
| ------- | ------------ | ------ | ------ | ----- | --- |
| 2006–07 | Zalaegerszeg | HUN    | NB1    | 3     | 2   |
| 2007–08 | Zalaegerszeg | HUN    | NB1    | 18    | 1   |
| 2008–09 | Zalaegerszeg | HUN    | NB1    | 23    | 6   |
| 2009–10 | Zalaegerszeg | HUN    | NB1    | 25    | 6   |
| 2010–11 | Zalaegerszeg | HUN    | NB1    | 23    | 8   |
| 2011–12 | Zalaegerszeg | HUN    | NB1    | 22    | 2   |
| 2012–13 | Zalaegerszeg | HUN    | NB2    | 1     | 1   |
| 2012–13 | Kecskemét    | HUN    | NB1    | 13    | 3   |
| 2013–14 | Kecskemét    | HUN    | NB1    | 23    | 3   |
| 2014–15 | Kecskemét    | HUN    | NB1    | 15    | 3   |
| 2014-15 | Paks         | HUN    | NB1    | 13    | 2   |
| 2015-16 | Paks         | HUN    | NB1    | 31    | 4   |
| 2016-17 | Paks         | HUN    | NB1    | 1     | 0   |
| 2016-17 | Honvéd       | HUN    | NB1    | 9     | 0   |
| 2017-18 | Zalaegerszeg | HUN    | NB2    | 16    | 2   |
| 2017-18 | Siófok       | HUN    | NB2    | 12    | 0   |
| 2018-19 | Zalaegerszeg | HUN    | NB2    | 15    | 4   |
| 2018-19 | Nafta        | SVN    | 2.SNL  | 5     | 0   |
| 2019-20 | Kaposvár     | HUN    | NB1    | 22    | 3   |
| 2020-21 | Kaposvár     | HUN    | NB2    | 3     | 0   |
|         |              |        | Total  | 293   | 50  |

### A válogatottban
2008. október 1-én bemutatkozott a magyar U20-as válogatottban az olaszok ellen 2-1-re megnyert mérkőzésen. A 46. percben állt be Simon Attila helyére. Az U21-es nemzeti együttesben négy alkalommal szerepelt.

## Sikerei, díjai
ZTE
- Magyar bajnoki bronzérmes: 2007
- Magyarkupa-döntős: 2010

Budapest Honvéd
- NB I
  - bajnok (1): 2016–17